# 日本交通

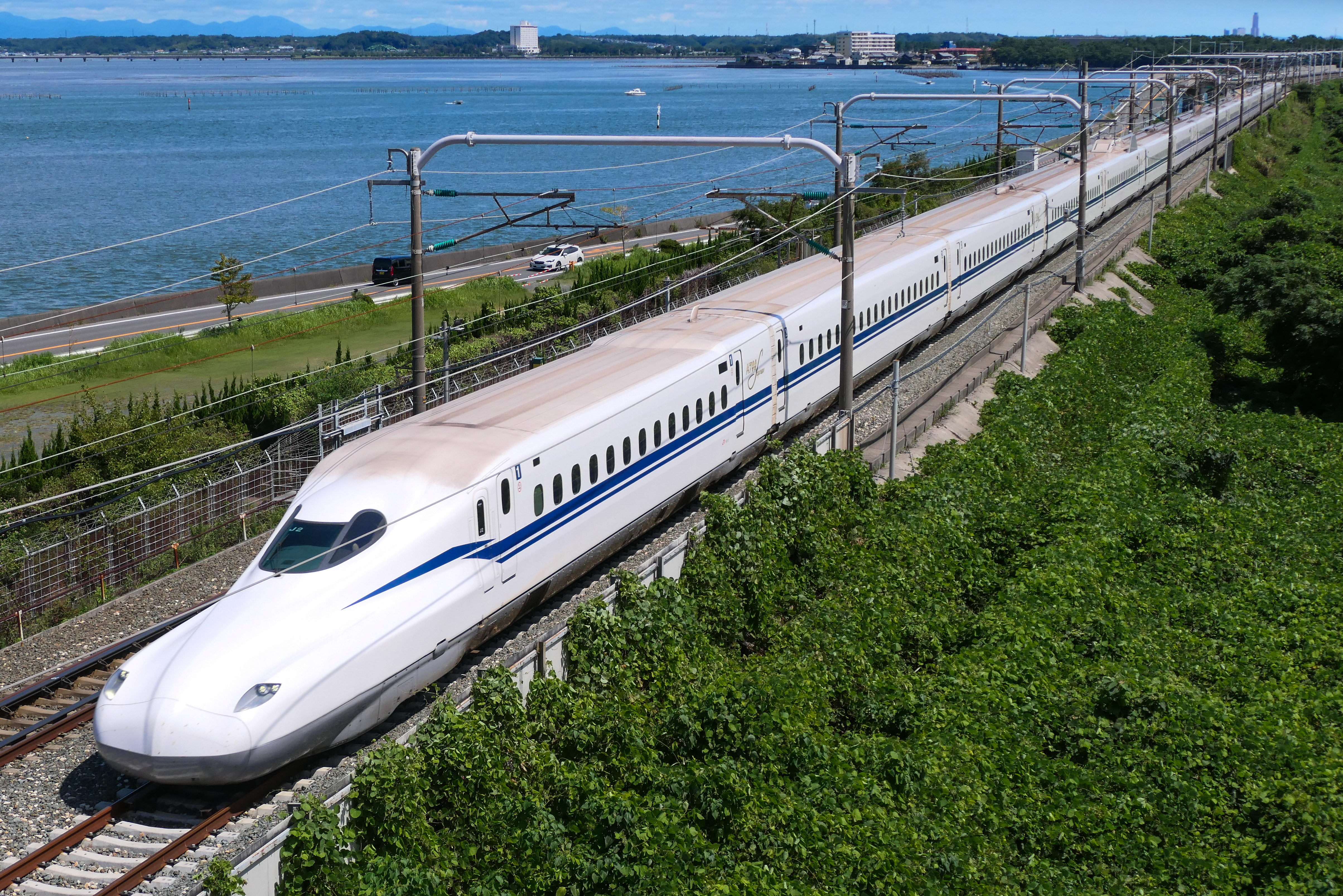
每年搭載1.5億人次的東海道新幹線

日本交通以公路、铁路、航空和水路为主，首都东京是日本的公路、铁路、水路及航空总枢纽，以及重要的航空轉口港和港口。日本的高速公路收費和徵稅都較其他國家高，但同時亦在公路維修和保養方面投放不少資源，節能方面也屬世界領先。
由於日本是個島嶼國家，岛與岛之间有渡輪連接，城市之间也有高速公路和新干线相连，市内自行车、摩托车、汽车等各种交通工具均被大规模应用。
日本的車輛靠左行駛。

## 鐵路

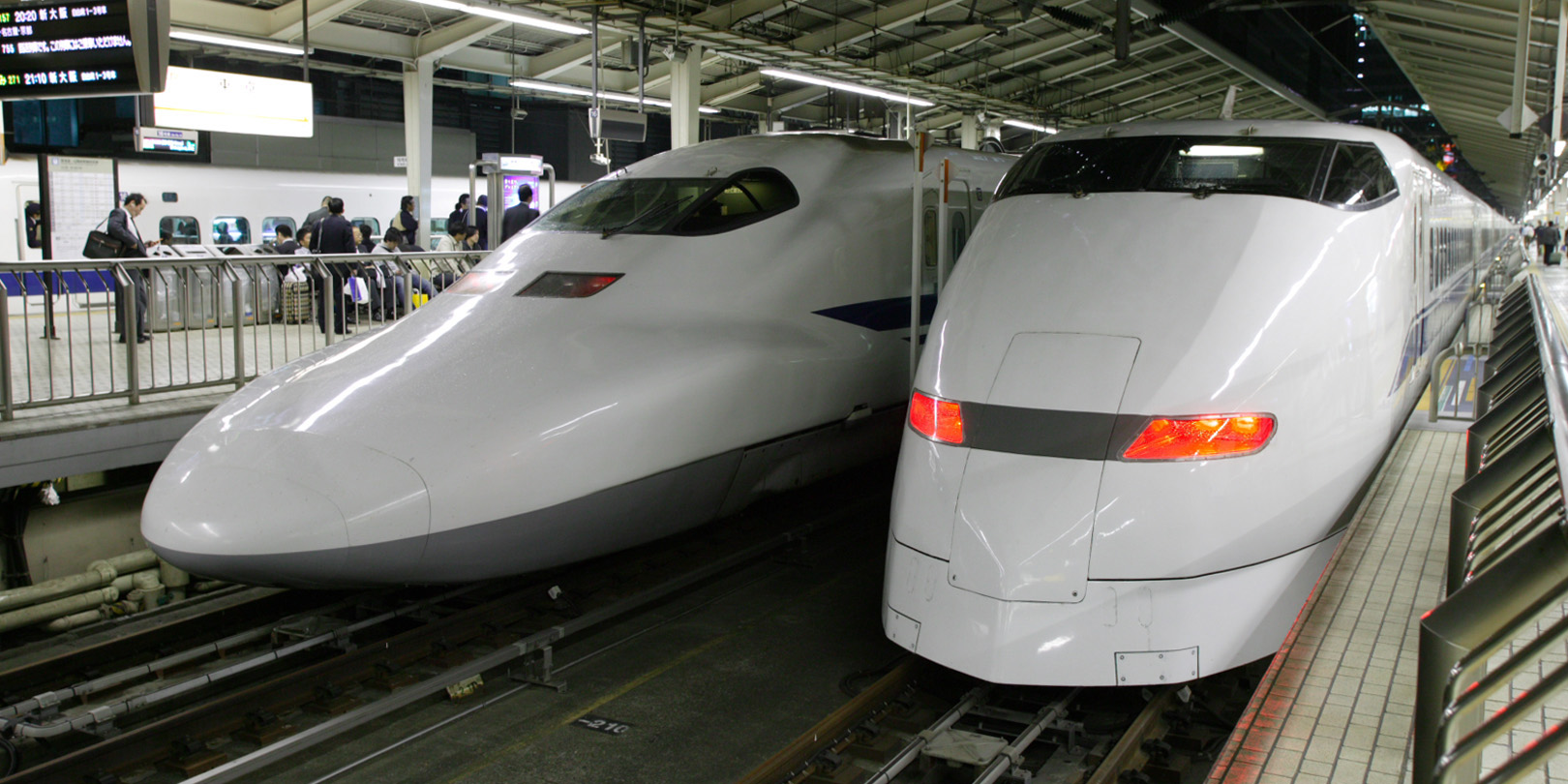
使用在東海道新幹線上的300系列車和700系列車

日本在2010年的铁路运量達226.7億人次，為全球第一。东京地铁亦是世界上流量最大的地铁系统。日本的铁路密度高，且基本实现电气化，1964年開通的新干线就成為了世界首個高速鐵路。
日本的鐵路以準時和安全聞名，2006年的東海道新幹線全年的班次平均僅有0.3分鐘延遲 。如果鐵路班次延遲超過五分鐘，車站站長會在站內透過廣播向乘客道歉，並在每个站的出站处大量發放延遲證明書，讓受影響人士可以向公司或學校解释迟到原因。如果班次延遲超過1小時，事件更有可能被登上報紙。
目前連接本州和北海道，供JR使用的青函隧道是世界上第二長的隧道，全長53.85公里。

## 公路

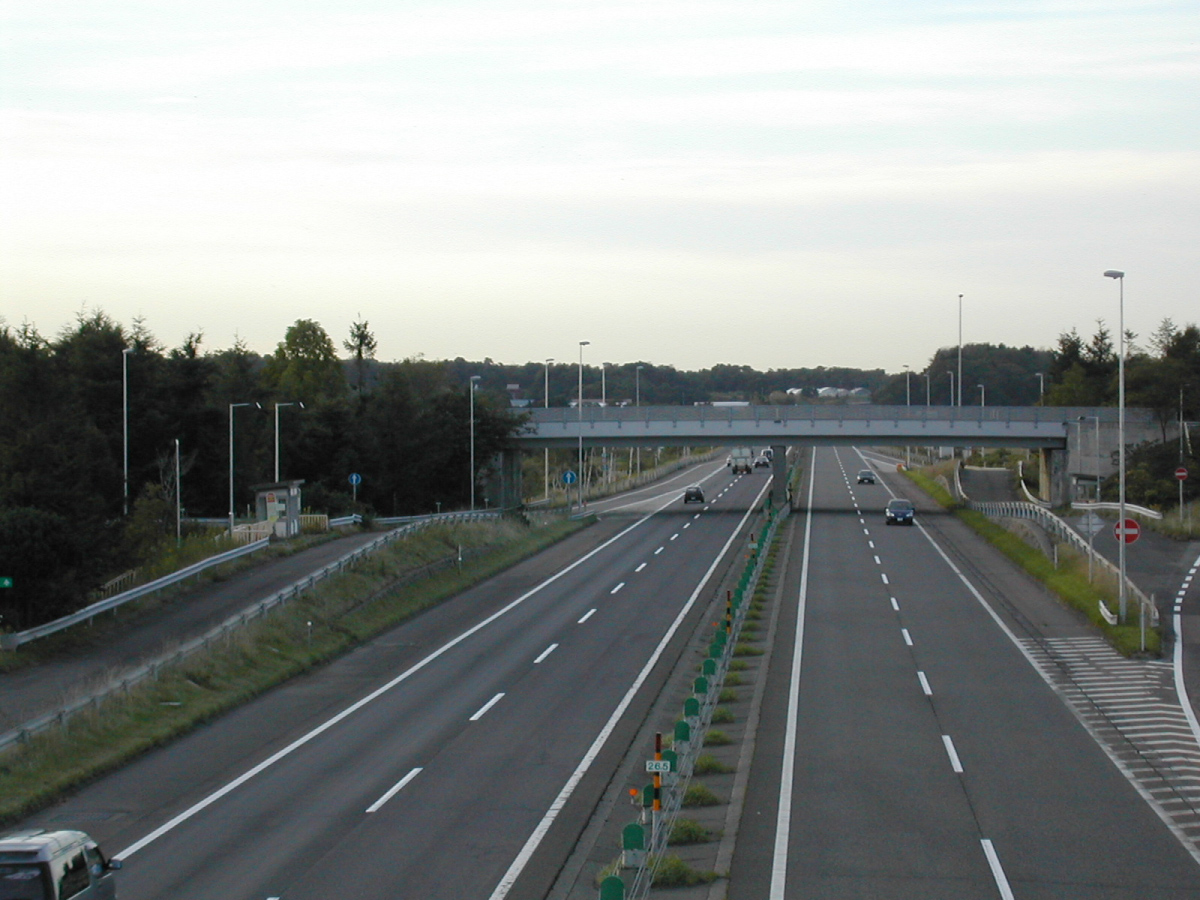
位于北海道的道央自动车道

尽管国土狭小，日本的道路总长度居世界第五位，國家高速公路长达7,920公里。連接本州和四國的明石海峽大橋是世界上第二長的吊橋，只比第一名1915恰纳卡莱大桥少32米。根据日本国家高速道路建设协会的统计，每日平均有441万辆车使用高速公路，平均行驶距離為43.7公里。
日本的国家高速公路收費較高，經东名高速公路从东京到名古屋的路程需要7,650日圓。

## 空運

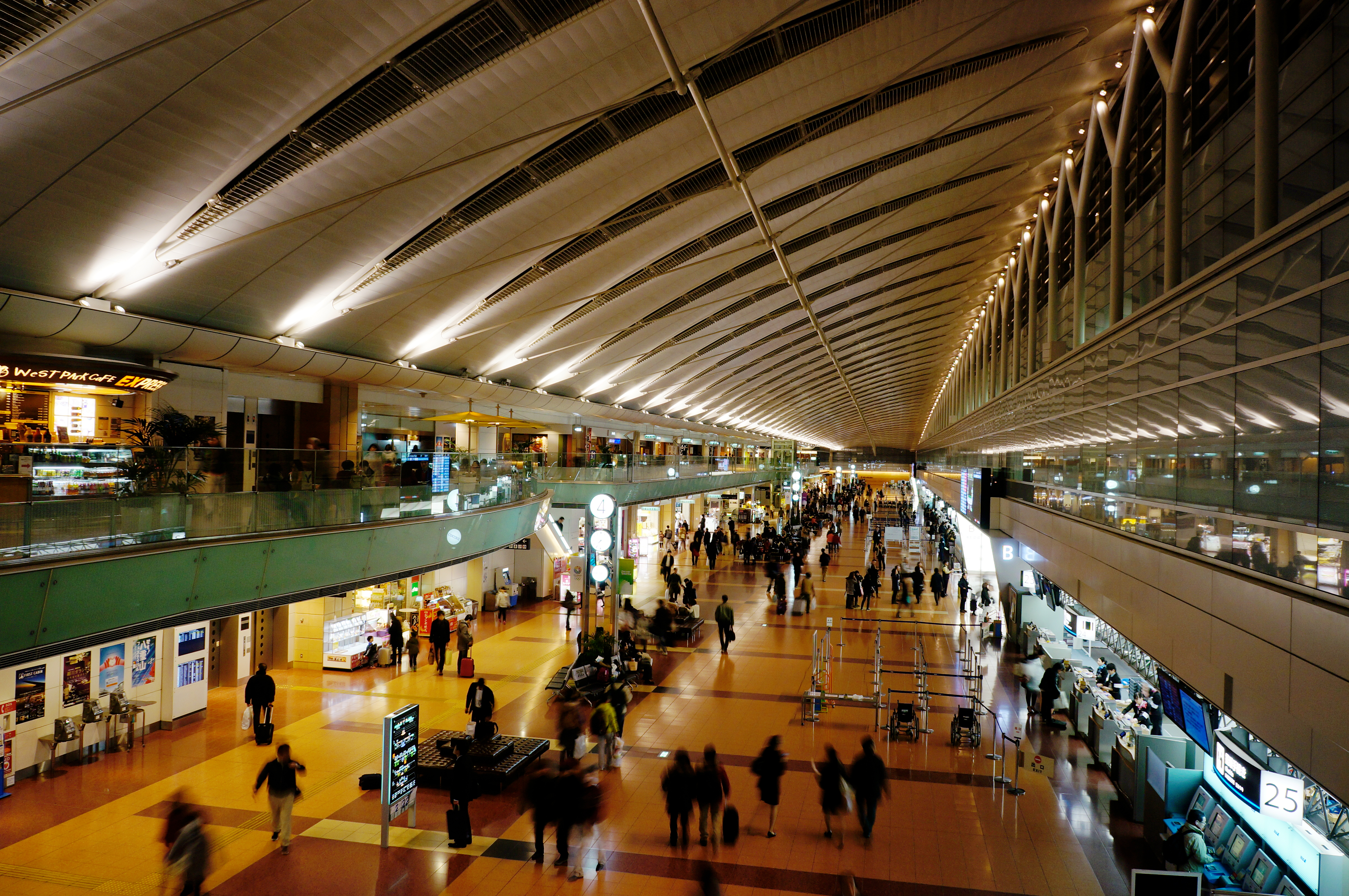
羽田機場第二航廈

日本的航空运输业相当发达，東京國際機場（羽田機場）和成田國際机场的客货吞吐量均居世界前列，其中東京国际机场（羽田機場）2012年的旅客吞吐量為亞洲第二，達到6782.5萬人次，是世界上最繁忙的机场之一。在2013年机场服务质量排名中，羽田机场也位列世界第二，航班晚点率全球最低，而且是全球衛生情況最佳的機場。日本的三大航空公司——日本航空、全日空、天馬航空，是日本空中交通的重要标志。
日本全國共有175個機場，全球排名第33。

## 海運

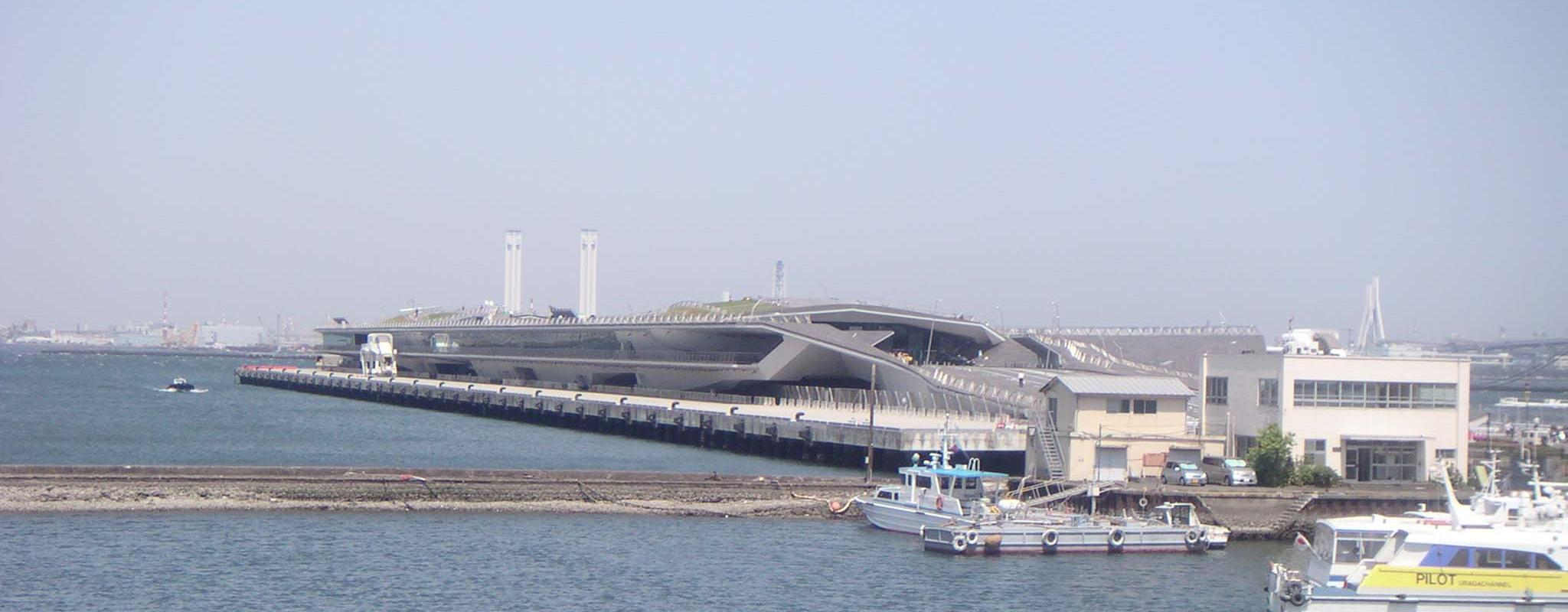
橫濱港，日本五大港之一。

由於日本99.7%的原材料和商品均依賴海運進出口，水路交通一直被重視而且十分便利。日本全國一共有1,020個各式的港口，當中屬於指定重要港灣的超級中樞港湾包括了「京濱港」（东京港、橫濱港）、「伊勢湾」（名古屋港、四日市港）以及「阪神港」（大阪港、神戶港）。